# Gilbert Cheruiyot Koech
Gilbert Cheruiyot Koech (* 1. September 1980) ist ein kenianischer Langstreckenläufer, der sich auf Straßenläufe spezialisiert hat.
2001 wurde er Vierter beim Boilermaker Road Race, 2003 Dritter beim Philadelphia-Halbmarathon und 2004 siegte er beim Halbmarathonbewerb des Houston-Marathons. Im Januar 2005 gewann er den Las-Vegas-Marathon. 2008 wurde er Vierter beim Dresden-Marathon, und 2009 siegte er beim San-Antonio-Marathon.
Seine Ehefrau Edna Ngeringwony Kiplagat ist ebenfalls als Langstreckenläuferin erfolgreich.

## Persönliche Bestzeiten
- 5000 m: 13:38,28 min, 22. Mai 2004, Nijmegen
- 10.000 m: 27:55,30 min,	8. Juni 2004, Ostrava
- 15-km-Straßenlauf: 43:03 min, 8. Juli 2001, Utica
- Halbmarathon: 1:02:05 h, 21. September 2003, Philadelphia
- Marathon: 2:14:39 h, 15. November 2009, San Antonio